# Индия на летних Олимпийских играх 1952
Индия принимала участие в Летних Олимпийских играх 1952 года в Хельсинки (Финляндия) в восьмой раз за свою историю, и завоевала одну золотую и одну бронзовую медали.

## Золото
- Хоккей на траве, мужчины (Лесли Клаудиус, Мелдрик Далуз, Кешав Датт, Чиннадорай Десамуту, Ранганатан Фрэнсис, Рагбир Лал, Говинд Перумал, Мунисвами Раджагопал, Балбир Сингх, Рандхир Сингх, Удхам Сингх, Дхарам Сингх, Граханандан Сингх, Кунвар Сингх, Джасван Сингх Раджпут).

## Бронза
- Борьба, мужчины — Хашаба Джадхав.